# 中雪山
中雪山，位於臺灣苗栗縣泰安鄉梅園村南部，雪霸國家公園西南部，海拔高度3,173公尺，屬於雪山山脈西稜，為台灣知名山峰，也是台灣百岳之一，排名第79。中雪山略北方接連大雪山。